# Brachycoryna melsheimeri
Brachycoryna melsheimeri är en skalbaggsart som först beskrevs av George Robert Crotch 1873.  Brachycoryna melsheimeri ingår i släktet Brachycoryna och familjen bladbaggar. Inga underarter finns listade i Catalogue of Life.